# Allen River (Mōkihinui River)
Der Allen River ist ein Fluss im Westen der Südinsel Neuseelands.

## Geographie
Der Allen River entsteht als Zusammenfluss zweier Branches. Die beiden Quellflüsse entwässern die Südostflanke der Allen Range. Der Allen River Left Branch entspringt westlich des 1445 m hohen Mount Meyrick (Quelle: 41° 23′ 59″ S, 172° 16′ 23″ O), die Quelle des Allen River Right Branch liegt südöstlich des 1510 m hohen Mount Allen (Quelle: 41° 24′ 58″ S, 172° 20′ 29″ O). Von der Vereinigung aus fließt der Allen River in südsüdwestlicher Richtung, nimmt den Johnson River auf und mündet mit südöstlicher Fließrichtung wenige hundert Meter später in den Mōkihinui River North Branch. Dieser fließt in den Mōkihinui River, der schließlich in die Karamea Bight entwässert, eine weite Bucht der Tasmansee.

## Infrastruktur
Bis zur Mündung des Mōkihinui River führt der New Zealand State Highway 67. Von dort flussauf bis zum Mōkihinui River North Branch liegt ein Wanderweg, ebenso im Tal des Johnson River. Ansonsten ist die Umgebung des Allen River infrastrukturell nicht erschlossen.